# Nejlepší český basketbalista 20. století
Česká basketbalová federace a Asociace ligových klubů v roce 2001 vyhlásily anketu o nejlepšího českého basketbalistu 20. století, kterou inicioval funkcionář Sparty Praha Pavel Majerík. Nejlepším českým basketbalistou 20. století byl vyhlášen Jiří Zídek st., na druhém a třetím místě skončili Kamil Brabenec a Ivan Mrázek. Výsledky ankety basketbalistů byly slavnostně vyhlášeny v Karlových Varech v sobotu 16. června 2001.

Nejlepší českou basketbalistkou 20. století byla vyhlášena Milena Jindrová. 

Slovenská basketbalová asociace vyhlásila anketu o nejlepší basketbalisty Slovenska 20. století, jejíž výsledky byly vyhlášeny v prosinci 2000.
Hráč (rok narození), účast Olympijské hry (OH), Mistrovství světa (MS), Mistrovství Evropy (ME) – medaile a další údaje:

## Pořadí
| Pořadí | Jméno              | nar. | OH | MS | ME | Zlatá medaile | Stříbrná medaile | Bronzová medaile | další informace                                   | Síň slávy |
| ------ | ------------------ | ---- | -- | -- | -- | ------------- | ---------------- | ---------------- | ------------------------------------------------- | --------- |
| 1.     | Jiří Zídek         | 1944 | 1  | 2  | 6  |               | 1                | 1                | 2× tým Evropy                                     | 2013      |
| 2.     | Kamil Brabenec     | 1951 | 3  | 2  | 8  |               | 1                | 2                | 2× tým Evropy                                     |           |
| 3.     | Ivan Mrázek        | 1926 | 2  |    | 5  | 1             | 3                |                  | MVP a nejlepší střelec ME 1951 (17.1 b. na zápas) | 2004      |
| 4.     | Jiří Zedníček      | 1945 | 1  | 2  | 6  |               | 1                | 1                | MVP ME 1967, 5× tým Evropy                        | 2013      |
| 5.     | František Konvička | 1939 | 1  |    | 6  |               | 2                | 1                | 2× tým Evropy                                     | 2012      |
| 5.     | Jan Bobrovský      | 1945 | 1  | 2  | 6  |               | 1                | 1                | 1× tým Evropy                                     | 2013      |
| 7.     | Jiří Baumruk       | 1930 | 2  |    | 6  |               | 3                | 1                | MVP ME 1957                                       | 2006      |
| 8.     | Jaroslav Šíp       | 1930 | 1  |    | 5  |               | 3                | 1                |                                                   | 2006      |
| 9.     | Ladislav Trpkoš    | 1915 | 2  |    | 2  | 1             | 1                |                  |                                                   | 2004      |
| 10.    | Miroslav Škeřík    | 1924 | 1  |    | 5  |               | 3                | 1                | nejlepší střelec ME 1955 (19.1 b. na zápas)       | 2006      |
| 11.    | Jiří Pospíšil      | 1950 | 3  | 2  | 5  |               |                  | 1                |                                                   |           |
| 12.    | Zdeněk Kos         | 1951 | 3  | 3  | 6  |               |                  | 2                | 2× tým Evropy                                     |           |
| 13.    | Jiří Růžička       | 1941 | 1  | 1  | 5  |               | 1                | 1                | 2× tým Evropy                                     |           |
| 14.    | Zdeněk Bobrovský   | 1933 | 2  |    | 5  |               | 2                | 1                |                                                   | 2006      |
| 15.    | Vladimír Pištělák  | 1940 | 1  |    | 5  |               | 1                | 1                | 2× tým Evropy                                     | 2013      |
| 16.    | Emil Velenský      | 1920 |    |    | 2  | 1             | 1                |                  |                                                   | 2004      |
| 17.    | Jiří Zídek         | 1973 |    |    |    |               |                  |                  | první český hráč v NBA (1995-98)                  |           |
| 18.    | Jan Kozák          | 1929 | 2  |    | 4  |               | 3                |                  |                                                   | 2006      |
| 19.    | Josef Ezr          | 1923 | 2  |    | 2  | 1             | 1                |                  |                                                   | 2004      |
| 20.    | Vlastimil Havlík   | 1957 | 1  | 2  | 5  |               | 1                | 1                |                                                   |           |
| 21.    | Zdeněk Douša       | 1947 | 3  | 3  | 2  |               |                  | 1                |                                                   |           |
| 21.    | Zdeněk Rylich      | 1930 | 1  |    | 4  |               | 2                | 1                |                                                   | 2006      |
| 23.    | Jaroslav Tetiva    | 1932 | 2  |    | 6  |               | 2                | 1                |                                                   | 2006      |
| 24.    | Gustáv Hraška      | 1953 | 2  | 3  | 6  |               |                  | 2                |                                                   |           |
| 25.    | Bohumil Tomášek    | 1936 | 1  |    | 5  |               | 2                |                  | 1× tým Evropy                                     | 2012      |